# Adobe FrameMaker
FrameMaker är ett professionellt dokumenthanteringsprogram från Adobe Systems. En av dess största fördelar är att det kan hantera mycket stora dokument.